# Advanced Access Content System
L'Advanced Access Content System (AACS)  è uno standard per la distribuzione e la gestione di contenuti digitali, nato per permettere una restrizione all'accesso e alla copia dei dischi ottici Blu-ray e HD DVD. Gli sviluppatori sono: Disney, Intel, Microsoft, Matsushita (Panasonic), Warner Brothers, IBM, Toshiba e Sony. Le specifiche furono rese disponibili nell'aprile del 2005.
Il sistema include anche l'Image Constraint Token e il Digital Only Token. Si tratta di marcatori presenti sui due supporti che governano le uscite analogiche del lettore, siano esse di tipo component, video composito, S-Video, SCART e VGA. L'attivazione del Digital Only Token oscura completamente l'output analogico, forzando la riproduzione unicamente attraverso una connessione digitale protetta con HDCP. L'attivazione del flag Image Constraint Token istruisce il lettore a ridimensionare la risoluzione video al valore massimo di 960x540 pixel, esattamente un quarto della risoluzione definita Full Hd di 1920x1080 pixel.

## Forzatura del sistema
La prima notizia di forzatura di questo sistema è stata pubblicata il 18 dicembre 2006 da parte dell'hacker "Muslix64": con il suo programma BackupHDDVD è riuscito a trovare le chiavi di protezione dei film, prima in HD DVD e successivamente in Blu-ray (sebbene senza protezione BD+). L'hacker ha dichiarato che per prendere le chiavi non ha fatto altro che sfruttare le debolezze di alcuni lettori multimediali che memorizzano le chiavi nella RAM senza cifrarle, ma non ha reso pubbliche le chiavi utilizzate.
Un frequentatore del forum di Doom9.org ha trovato dapprima la device key del lettore WinDVD e a marzo di PowerDVD. Nel febbraio 2007 è stato trovato il modo di ottenere le volume key di ogni singolo film HD DVD.
Nel mese di febbraio l'hacker Arnezami ha scoperto la "processing key" per decodificare tutti i dischi HD DVD e Blu-ray prodotti fino ad oggi e protetti con AACS. Il consorzio AACS ha tentato di limitare la diffusione della chiave, causando una sua diffusione capillare. Questa processing key verrà cambiata e sarà inutile per i nuovi film in HD DVD, ma nel frattempo è possibile usarla per effettuare copie di backup dei propri supporti.
Il 23 maggio 2007 Arnezami ha trovato la nuova processing key adottata dall'industria cinematografica (link al commento) pubblicandola nuovamente sul forum di Doom9.org

### AnyDVD HD
RedFox ha reso disponibile il programma AnyDVD HD capace di sbloccare la protezione AACS e di poter fruire quindi liberamente del contenuto dei dischi HD DVD. Da marzo 2007 è stata pubblicata la versione 6.1.2.9 del programma che è in grado di copiare su disco rigido anche i film Blu-ray e di rimuoverne il codice regionale.